# Marina Squerciati
Marina Teresa Squerciati (Nueva York, 30 de abril de 1984) es una actriz estadounidense de origen italiano. 
En la actualidad forma parte del elenco principal de la serie de la cadena NBC, Chicago P.D., donde interpreta a la detective Kim Burgess de inteligencia.

## Biografía
Squerciati nació y creció en Nueva York y ella es de ascendencia italiana. Es hija de la académica y escritora Marie Squerciati. Se graduó de la Universidad de Northwestern en 2003 con una licenciatura en teatro.

## Vida personal
Squerciati está casada con el abogado, Eli Kay-Oliphant.  El 15 de febrero de 2017, Squerciati anunció su primer embarazo a través de Twitter; dio a luz a una niña en mayo de ese año. El 31 de diciembre de 2024, Squerciati anunció su segundo embarazo a través de Instagram; dio a luz en algún momento de 2024. En la actualidad reside en Chicago.

## Carrera

### Trabajo en teatro
Por su trabajo en teatro, Squerciati ganó el prestigioso Premio Agnes Moorehead por su interpretación de Judy Holliday en la obra Just in Time: The Judy Holliday history en el Lortel Lucille Theatre. Squerciati hizo su debut en Broadway en una adaptación de Ernst Lubitsch de la obra To Be or Not to Be, dirigida por el ganador del Premio Tony, Casey Nicholaw. En el Off-Broadway, protagonizó obras como Manipulation, Beauty of the Father entre otras. Squerciati creó el papel de "Kerri Taylor" en la comedia musical a capela Perfect Harmony, y fue miembro de The Essentials.

### Cine y televisión
En 1993, Squerciati apareció en El Cascanueces, dirigida por Emile Ardolino. Hizo su debut cinematográfico en It's Complicated en 2009. En 2012 apareció en las películas Alter Egos y Frances Ha. También protagonizó la película independiente Sparks basada en los cómics aclamados por la crítica CHISPAS por William Katt.
Su debut en televisión fue en La Ley y el Orden: Intento Criminal en 2009. Después de aparecer en papeles como invitado en The Good Wife, Damages, Blue Bloods y Ley y orden: Unidad de víctimas especiales en 2010 y 2011, destacó en 2011 en sus apariciones en 8 episodios de la quinta temporada de Gossip Girl. En 2013 formó parte de la serie de FX, The Americans en el papel de una espía rusa.
En agosto de 2013, se anunció que Squerciati había sido convocada para formar parte del elenco principal del spin-off Chicago Fire, Chicago P.D. La serie se estrenó el 8 de enero de 2014. Squerciati ha participado en las once temporadas de la serie.

## Filmografía

### Cine
| Año  | Título                              | Papel                |
| ---- | ----------------------------------- | -------------------- |
| 2014 | A Walk Among the Tombstones         | Anfitriona           |
| 2013 | Cloudy with a Chance of Meatballs 2 | Voces adicionales    |
| 2013 | Sparks                              | Dawn                 |
| 2012 | Frances Ha                          | Mesera del club      |
| 2012 | Alter Egos                          | Dr. Sara Bella       |
| 2009 | It's Complicated                    | Melanie              |
| 2006 | Hold (short)                        |                      |
| 1993 | The Nutcracker                      | Mouse / Polichinelle |

### Televisión
| Año  | Título                            | Papel                 | Nota        |
| ---- | --------------------------------- | --------------------- | ----------- |
| 2014 | Chicago P.D.                      | detective Kim Burgess | Principal   |
| 2013 | The Americans                     | Irina                 |             |
| 2011 | Gossip Girl                       | Alessandra Steele     | 8 episodios |
| 2011 | Law & Order: Special Victims Unit | Annie Meyers          |             |
| 2011 | Blue Bloods                       | Cameron               |             |
| 2010 | Damages                           | Anne Connel (joven)   |             |
| 2010 | The Good Wife                     | Cheryl Willens        |             |
| 2009 | Law & Order: Criminal Intent      | Betsy Naylor          | Debut en TV |